# Waldemar Śliwczyński
Waldemar Śliwczyński (ur. 21 marca 1958 we Wrześni) – polski artysta fotograf. Członek rzeczywisty Okręgu Wielkopolskiego Związku Polskich Artystów Fotografików. Redaktor naczelny Kwartalnika Fotografia i Wiadomości Wrzesińskich. Wiceprezes Zarządu Stowarzyszenia Gazet Lokalnych.

## Życiorys
Waldemar Śliwczyński absolwent Liceum Ogólnokształcącego im. Henryka Sienkiewicza we Wrześni oraz Uniwersytetu im. Adama Mickiewicza w Poznaniu (Wydział Filozofii i Kulturoznawstwa) – związany z wielkopolskim środowiskiem fotograficznym – mieszka, pracuje, tworzy we Wrześni. Miejsce szczególne w jego twórczości zajmuje fotografia architektury, fotografia dokumentalna, fotografia krajobrazowa, fotografia przemysłowa oraz fotografia przyrodnicza.
W 2003 (wspólnie z Ireneuszem Zjeżdżałką) był inicjatorem i współtwórcą cyklicznej imprezy – Festiwalu Fotodialog we Wrześni. W latach 2008–2012 był współautorem dokumentalnego projektu fotograficznego Topografia niepamięci. Był pomysłodawcą, inicjatorem i pierwszym kuratorem Kolekcji Wrzesińskiej (projektu fotograficznego tworzącego archiwum fotograficzne Miasta i Gminy Września) – ww. funkcję sprawował w latach 2009–2014. Od 2007 do 2014 pełnił funkcję wiceprezesa Zarządu Stowarzyszenia Gazet Lokalnych. Jest jurorem w ogólnopolskich i międzynarodowych konkursach fotograficznych. Uczestniczy w licznych spotkaniach, prelekcjach poświęconych tematyce fotografii.
Waldemar Śliwczyński jest autorem, współautorem wielu wystaw fotograficznych; indywidualnych, zbiorowych. Jest autorem, współautorem i redaktorem kilku albumów fotograficznych oraz książek (m.in. Ciszy 2008 i Topografii ciszy 2012, które otrzymały wyróżnienie w konkursie Fotograficzna Publikacja Roku). Jest członkiem rzeczywistym Okręgu Wielkopolskiego Związku Polskich Artystów Fotografików (legitymacja nr 831).
W 2018 został uhonorowany Medalem „Za Zasługi dla Fotografii Polskiej” – odznaczeniem przyznawanym przez Kapitułę Fotoklubu Rzeczypospolitej Polskiej Stowarzyszenia Twórców – w 100. rocznicę odzyskania przez Polskę niepodległości (1918–2018).

## Odznaczenia
- Medal „Za Zasługi dla Fotografii Polskiej” (2018)[4][1]

## Wybrane wystawy
- Obszary fotogeniczne – wspólnie z Ireneuszem Zjeżdżałką (Galeria Miejska, Gniezno 2000)
- Styki – wspólnie z Ireneuszem Zjeżdżałką (Muzeum Ziemi Miłosławskiej, Miłosław 2000)
- Schwarz aus Weiss – wystawa zbiorowa (Haus der Fotografie, Hanower 2001)
- Mikuszewo 2001 – wystawa poplenerowa (Galeria Fotografii pf, Poznań 2001)
- 20 fotografii – wspólnie z Ireneuszem Zjeżdżałką (Galeria pod Arkadami, Łomża 2001)
- Prezentacje 2001 – wystawa zbiorowa Wrzesińskiego Towarzystwa Fotograficznego (Września 2001)
- Sceny przydrożne – wystawa zbiorowa (Mała Galeria Gorzowskiego Towarzystwa Fotograficznego, Gorzów Wielkopolski 2002)
- 3 x Fotografia – z Andrzejem Jerzym Lechem i Ireneuszem Zjeżdżałką (Muzeum Regionalne, Września 2002)
- Widzialne a niewidzialne – wystawa zbiorowa (3 Biennale Fotografii, Poznań 2003)
- Transformation du territoire – wystawa indywidualna (Lille 2004)
- Obszary wyobraźni – wystawa zbiorowa (Charków 2004)
- Mała rzeczywistość – wspólnie z Ireneuszem Zjeżdżałką (Galeria Wieża Ciśnień, Kalisz 2007)
- Przestrzeń, ciało, zdarzenia – wystawa zbiorowa Okręgu Wielkopolskiego ZPAF (Stary Browar, Poznań 2008)
- Z kolekcji Transphotographique 2001–2007 – wystawa zbiorowa (Stary Browar, Poznań 2008)
- Topografia niepamięci. Zapomniane dwory i pałace wiejskie w Wielkopolsce (Muzeum im. Adama Mickiewicza, Śmiełów 2009)
- Cisza (Galeria Korytarz – Jeleniogórskie Centrum Kultury, Jelenia Góra 2009)[18]
- Zapomniane dziedzictwo – wystawa indywidualna (Muzeum Adama Mickiewicza, Śmiełów 2018)[16]

Źródło

## Publikacje (albumy)
- Cisza (2008)
- Topografia ciszy (2012)[23]
- Topografia Warty – 808,2 km (2015)[24][25]

Źródło